# 貿易政策審査制度
貿易政策審査制度（ぼうえきせいさくしんさせいど、Trade Policy Review Mechanism。略称TPRM）は、1994年に作成された世界貿易機関を設立するマラケシュ協定の一部（附属書3）を成す条約である。日本法においては、国会承認を経た「条約」であるWTO設立協定（日本国政府による法令番号は、平成6年条約第15号）の一部として扱われる。

## 概要
貿易政策審査制度は、ウルグアイ・ラウンド交渉の中間レビュー会合（1988年12月)においてにルグアイ・ラウンド交渉の成果の一つとして実施することが決定され、1989年4月のガット理事会で正式に決定されたものである。それまで特定の貿易措置について、っがとに通報され検討がされることはあったが、各国の貿易政策及び貿易慣行全般についてレビューがされるのはこのときが初めであった。この制度は暫定的なものとされたが、ウルグアイ・ラウンド交渉終了時に各国とも継続を希望したので、検討の範囲をGATS及びTrips協定に拡大等の修正をしてWTO協定附属書3となった。

## 審査の流れ
（1）書面質問
　審査を受ける国に対し、関心のある加盟国より書面質問が出さ、ルールに従い会合の1週間前までに回答がされる。
（2）会合１日目
　会合においては、審査を受ける国がステートメントを行い、続いてディスカッサントから審査を受ける国の現状及び今後の課題について論点の提示が行われ、その後，各加盟国から発言がされる。
（3）会合2日目
　冒頭，審査を受ける国から，1日目の各国からの質問やコメントに応える形でステートメントを行い、その後、ディスカッサントがステートメントを行った後、各加盟国から発言がされ、ついで議長から締めくくりの発言がされ、議論が終了する。

## 改正
TPRMの審査の周期は、
最大の影響力を有する4の加盟国(欧州共同体は、１の加盟国として取り扱う。)は、２年
次の16の加盟国は、４年
その他の加盟国は、後発開発途上加盟国について一層長い期間が定められる場合を除くほか、６年
となっていたが、加盟国の増加により審査の運営が逼迫している状況に鑑みこれをそれぞれ3年、5年、7年に延長することになり、2017年7月26日に一般理事会で採択され、2017年9月14日に各加盟国に通報された。改正は決定の第2項により2019年1月1日に発効した。なお附属書3の改正は閣僚会議が承認した時にすべての加盟国について効力を生ずるものとなっており加盟国の個別の受諾を要しない。